# Liste von Hörspielen mit Friedl Münzer
Diese Liste enthält Hörspiele, in denen Friedl Münzer als Sprecherin mitgewirkt hat. Sie umfasst den Zeitraum von 1950 bis 1966. Die produzierenden Sender waren, wenn nicht anders angegeben, bis Ende 1955 der NWDR Köln und ab 1956 dessen Rechtsnachfolger, der WDR.
Alle Angaben entstammen der ARD-Hörspieldatenbank, mit Stand vom 18. Februar 2019.

## Übersicht
- 1950: Jules Romains: Der Wunderdoktor (Begüterte Patientin) – Regie: Wilhelm Semmelroth
- 1950: Gerhard T. Buchholz: Franz, der die Tränen nicht erträgt. Kein ganz richtiges Schau-, Lust- und Hörspiel mit Musik und Zwischenfällen in zwei Teilen und vielen Andeutungen (Lotte Gagl, Gesangspädagogin) – Regie: Wilhelm Semmelroth (Original-Hörspiel)
- 1950: Sacha Guitry: Villa zu verkaufen (Juliette) – Regie: Raoul Wolfgang Schnell
- 1951: Bernard Merival: Die verlorene Stunde (Lady Hemmingway) – Regie: Raoul Wolfgang Schnell
- 1951: Joseph Roth: Hiob. Die Geschichte eines armen Mannes (Frau Skowronnek) – Regie: Edward Rothe
- 1951: Bernhard Thieme: Die Kinder der Angst (Lucy) – Regie: Ludwig Cremer (Original-Hörspiel)
- 1951: Thornton Wilder: Dem Himmel bin ich auserkoren (Mrs. Efrim, alte Ladenbesitzerin) – Regie: Ludwig Cremer
- 1952: Sigmund Miller: Das Leben Harry Lime’s (1. Folge: Sieh Neapel und lebe) (Mrs. Donaldson) – Regie: Raoul Wolfgang Schnell (Original-Hörspiel)
- 1952: Miguel de Unamuno: Der arme Mensch – ein Weg aus Fehltritten und Unvermeidlichkeiten (Donna Ermelinda) – Regie: Raoul Wolfgang Schnell
- 1952: Paul Schaaf: Mit zwei Mark fünfzig in der Tasche … (Frau Krüger) – Regie: Raoul Wolfgang Schnell (Original-Hörspiel)
- 1952: Alfred Sutro: Der Brückenbauer (Mrs. Debney, ihre Tante) – Regie: Eduard Hermann
- 1952: Georges Neveux: Ich habe ein schönes Schloß (Madame Rougeot) – Regie: Ludwig Cremer (Original-Hörspiel)
- 1952: Georg Kaiser, Hans Rothe: Nebeneinander (Pensionswirtin) – Regie: Wilhelm Semmelroth
- 1952: Peter Lotar: Kampf gegen den Tod (4. Folge: Das vergoldete Kartenhaus). Ein Hörspielzyklus um das Ringen des Menschen gegen Leiden und Sterben (?) – Regie: Wilhelm Semmelroth (Original-Hörspiel)
- 1952: Josefa Elstner-Oertel: Der gläserne Berg (Die Böse Fee) – Bearbeitung und Regie: Kurt Meister
- 1953: Otto Ambros: Wem gehört der Peter? (12 Teile) (Frau Gruber) – Regie: Kurt Meister (Original-Hörspiel)
- 1953: Carl Stefan, Hans Müller-Schlösser: Neues aus Schilda (Einführungssendung) (Abgeordnete) – Regie: Wilhelm Semmelroth
- 1953: Carl Stefan, Hans Müller-Schlösser: Neues aus Schilda (1. Folge: Genauer Folgentitel unbekannt) (Abgeordnete) – Regie: Wilhelm Semmelroth
- 1953: Wolfram Gerbracht: Ein Stern geht auf: Mario Lanza (Irene Williams) – Regie: Fritz Peter Vary
- 1953: Francis Durbridge: Paul Temple und der Fall Vandyke (1. Teil: Babysitter) (Madame Flaubert) – Regie: Eduard Hermann (Original-Hörspiel)
- 1953: Anton Betzner: Der Engel antwortete (?) – Regie: Wilhelm Semmelroth (Original-Hörspiel)
- 1953: Jürgen Gütt: Des Narren vier Monde (?) – Regie: Wilhelm Semmelroth
- 1953: Nikolaj Gogol: Die Nase (?) – Regie: Raoul Wolfgang Schnell
- 1954: Franz Zimmermann: Herr Joner spielt mit uns (Tante Traute) – Regie: Franz Zimmermann
- 1954: Eugene Gladstone O’Neill: O Wildnis! Komödie der Erinnerung (Lily, Nats Schwester) – Regie: Ludwig Cremer
- 1954: Hans Joachim Hohberg: Die gute Beziehung des alten Knaak (Frau Andrä) – Regie: Ludwig Cremer
- 1954: Erwin Wickert: Der Klassenaufsatz (Kilians Tante) – Regie: Ludwig Cremer (Original-Hörspiel)
- 1954: Otto Bielen: Neues aus Schilda (Folge: Kleiner Hund, was tun?) (Frau Groh, eine Bekannte) – Regie: Eduard Hermann
- 1955: Jacques Perret, Jean Forest: Ein Ding taucht auf (Madame Ledieu) – Regie: Eduard Hermann (Original-Hörspiel)
- 1955: Jürgen Gütt: Neues aus Schilda (Folge: Die weinenden Erben) (Frau Pfennig) – Regie: Wilhelm Semmelroth
- 1955: Jürgen Gütt: Neues aus Schilda (Folge: Unter den Bürgern von Paris) (Mme. Dupont) – Regie: Ludwig Cremer
- 1955: Walther Franke-Ruta: Zirkus Nero (Agrippina, Neros Mutter) – Regie: Ludwig Cremer (Original-Hörspiel)
- 1955: Richard Hey: Sergej Henning Janters wunderbare Meerfahrt (Josefine Kohlermann) – Regie: Ludwig Cremer (Original-Hörspiel)
- 1955: Noël Coward: Morgen um diese Zeit (?) – Regie: Ludwig Cremer
- 1955: Hellmut H. Führing: Neues aus Schilda (Folge: Königskinder 1955) (Hildegard Crespin) – Regie: Raoul Wolfgang Schnell
- 1955: Molière, Hugo von Hofmannsthal: Der Bürger als Edelmann (Dorimène, eine Witwe) – Regie: Wilhelm Semmelroth (NWDR Köln/ORF/SDR/RB)
- 1956: Christian Noak: Ein Abend ohne Gäste oder: Madame Francoise (Frau Kommerzienrat Hohenfels) – Regie: Friedhelm Ortmann (Original-Hörspiel)
- 1956: Charles Cordier: Stirb ohne Trauer (Die alte Dienerin) – Regie: Ludwig Cremer
- 1956: Otto Bielen: Ich bin kein Casanova. Lustspiel mit Musik (Frau Crocks) – Regie: Wilhelm Semmelroth
- 1956: Hans Rehberg: Rembrandt (1. Teil: Nachtwache) (?) – Regie: Otto Kurth (Original-Hörspiel)
- 1956: Bruno Hampel: Himmelszelt – indanthren gefärbt (?) – Regie: Günther Bungert (Original-Hörspiel)
- 1956: Walther Franke-Ruta: Die Magd. Eine einfältige Geschichte (Mutter) – Regie: Friedhelm Ortmann (Original-Hörspiel)
- 1956: Yvan Goll: Melusine (Pythia, eine Kartenlegerin) – Regie: Ludwig Cremer
- 1956: Heinz Flügel: Tödliche Einsamkeit. Die Tragödie des Königs Saul (?) – Regie: Roland H. Wiegenstein
- 1956: Jürgen Gütt: Neues aus Schilda: Das Einhorn steht am Wege und lächelt (?) – Regie: Wolfgang Spier (Original-Hörspiel)
- 1956: Wolfgang Ebert: Die Gangster von Valence (Madame Chabaux) – Regie: Wilhelm Semmelroth (Original-Hörspiel)
- 1956: Marcel Pagnol: Gottes liebe Kinder (Mutter des Polyte) – Regie: Raoul Wolfgang Schnell (WDR/NDR)
- 1957: Ferdinand Raimund: Die gefesselte Phantasie (Virpia, Zauberschwester) – Bearbeitung und Regie: Wilhelm Semmelroth (WDR/SDR)
- 1957: Walter Hasenclever: Ein besserer Herr (Frau Compass) – Bearbeitung und Regie: Wilhelm Semmelroth
- 1957: Ferenc Molnár: Souper (Frau Doktor) – Regie: Ludwig Cremer
- 1957: John P. Wynn: Anwalt Gordon Grantley plaudert aus seiner Praxis (8. Folge: Telegramm für Mylady) (Lady Bridston) – Regie: Kurt Meister (Original-Hörspiel)
- 1957: Graham Greene: Das Attentat (Tiny) – Regie: Ludwig Cremer
- 1957: Christian Geissler: Es geschah in … Holland: Es war ganz einfach Liebe (Lehrerin von Hanna) – Regie: Otto Kurth (Original-Hörspiel)
- 1955: Johannes Hendrich: Eine Gondel in Paris (Madame Leroy) – Regie: Raoul Wolfgang Schnell (Original-Hörspiel)
- 1957: Ada F. Kay: Der Mann von den Thermopylen (Orlea) – Regie: Wilhelm Semmelroth
- 1957: Gottfried Keller: Liebesgeschichten der Weltliteratur: Romeo und Julia auf dem Dorfe (Nachbarin) – Regie: Otto Kurth
- 1958: Alexander Puschkin: Liebesgeschichten der Weltliteratur: Der Schneesturm (Agafja) – Regie: Ludwig Cremer
- 1958: Guy de Maupassant: Stark wie der Tod (Herzogin von Mortemain) – Regie: Otto Kurth
- 1958: Lis Böhle: Wat litt uns an zehndausend Daler? Hörspiel nach einer wahren Begebenheit (En Zigeunerin) – Regie: Fritz Peter Vary (Original-Hörspiel)
- 1958: Ellis Kaut: Geschichten vom Kater Musch: Der gestohlene Fisch (Anna, Dienstmädchen) – Regie: Fritz Peter Vary (Original-Hörspiel)
- 1958: Fjodor Michailowitsch Dostojewski: Liebesgeschichten der Weltliteratur: Weiße Nächte (Großmutter) – Regie: Ludwig Cremer
- 1958: Ulrich Kühn: Der Mann von nebenan (Frau Berger?) – Regie: Fritz Peter Vary (Original-Hörspiel)
- 1958: Mark Twain: Tom Sawyers Abenteuer (8. Teil) (Witwe Douglas) – Regie: Heinz Dieter Köhler
- 1958: Raoul Wolfgang Schnell: Persien-Story (5. und 6. Teil) (Friedel) – Regie: Otto Kurth (Original-Hörspiel)
- 1958: Félicien Marceau: Das Ei (Mutter) – Bearbeitung und Regie: Raoul Wolfgang Schnell
- 1958: Hans Christian Andersen: Liebesgeschichten der Weltliteratur: Die kleine Meerjungfrau (Die Meerhexe) – Regie: Edward Rothe
- 1958: Dieter Rohkohl: Es geschah in … Italien: In stato interessante. Nach einer wahren Begebenheit (?) – Regie: Otto Kurth (Original-Hörspiel)
- 1958: Charles De Coster: Das flämische Freiheitslied. Die Geschichte Till Eulenspiegels und Lamme Goedzaks (2. und 3. Teil) (?) – Regie: Ludwig Cremer
- 1958: Wolfgang Altendorf: Odyssee zu zweit (5. Teil: Heimkehr) (Reiche Bäuerin) – Regie: Otto Kurth
- 1958: Josef Martin Bauer: Du armer Hund (Sabine, Breitenwiesers Haushälterin) – Regie: Edward Rothe (Original-Hörspiel)
- 1958: Boris Pasternak: Doktor Schiwago (1. Teil: Geschichte, Jura und ein Mädchen aus einem anderen Kreis). Roman – für Stimmen eingerichtet (?) – Regie: Otto Kurth (WDR/NDR/SWF/RIAS)
- 1958: Honoré de Balzac: Liebesgeschichten der Weltliteratur: Eugénie Grandet (Nanon, Magd der Grandets) – Regie: Edward Rothe
- 1958: Herbert Hennies: Der weite Weg (2. Teil). Funkspiel nach einer wahren Geschichte (Frau Herzberg) – Regie: Fritz Peter Vary (Original-Hörspiel)
- 1959: Charlotte Oldenburg: Türkis mit Perlen (Frau Wendlandt) – Regie: Raoul Wolfgang Schnell (Original-Hörspiel)
- 1959: John P. Wynn: Gordon Grantley (4. Teil: Der Schuß, der zu spät kam) (Mrs. MacFarlan) – Regie: Raoul Wolfgang Schnell (Original-Hörspiel)
- 1959: Stefanos Fotiadhis: Morgen werden wir reich (Areti, Katrakilis’ Frau) – Regie: Raoul Wolfgang Schnell
- 1959: Ellis Kaut: Geschichten vom Kater Musch: Pension mit allem Komfort (?) – Regie: Fritz Peter Vary (Original-Hörspiel)
- 1959: Wolfgang Altendorf: Es geschah in … Österreich: Das Handtaschenwunder. Nach einer wahren Begebenheit (Frau Breitlach) – Regie: Otto Kurth (Original-Hörspiel)
- 1960: Thomas Stearns Eliot: Ein verdienter Staatsmann (Mrs. Piggott) – Regie: Oscar Fritz Schuh
- 1960: Jacques Perret, Jean Forest: Das Violoncell (Madame Bulle) – Regie: Raoul Wolfgang Schnell (Original-Hörspiel)
- 1960: Fjodor Michailowitsch Dostojewski: Raskolnikoff (2. Teil) (Frau Rádek) – Regie: Raoul Wolfgang Schnell
- 1960: Wolfgang Altendorf: Es geschah in … Italien: Arm aber frei. Nach einer wahren Begebenheit (Dorfbewohnerin) – Regie: Edward Rothe (Original-Hörspiel)
- 1960: Nikolaj Gogol: Die Nacht vor Weihnachten (Küsterin) – Regie: Friedhelm Ortmann
- 1961: Stefan Zweig: Ungeduld des Herzens (?) – Bearbeitung und Regie: Gert Westphal (SWF/WDR/ORF/SR DRS)
- 1961: Klaus Steiger: Sechstausend Tage nach Mitternacht (Frau) – Regie und Sprecher: Heinz Schimmelpfennig (Original-Hörspiel)
- 1962: Werner Liborius: Ein Leben mit Tieren: Carl Hagenbeck (2. Teil) (?) – Regie: Wolfram Rosemann
- 1962: Hans Christian Andersen: Märchen und Legenden: Die Schneekönigin (Die Krähe) – Regie: Cläre Schimmel
- 1962: Herbert Meier: Die randlose Brille (?) – Regie: Günther Sauer (Original-Hörspiel)
- 1962: Christian Noak: Zielgerade (Oberin) – Regie: Otto Kurth (Original-Hörspiel)
- 1962: Joseph Roth: Radetzkymarsch (2. Teil: Der Herr Bezirkshauptmann) (Schwester) – Bearbeitung und Regie: Gert Westphal (WDR/HR/SWF)
- 1962: Jean Jenniches: Der liebe Anton (Frau von Rabenalt) – Regie: Hermann Pfeiffer (Original-Hörspiel)
- 1962: Werner Helmes: Weiße Telefone (Wolynska) – Regie: Otto Kurth (Original-Hörspiel)
- 1962: Dorothy L. Sayers: Der unerwünschte Gast (1. Teil: Mr. Thipps macht eine Entdeckung) (Mrs. Thipps) – Regie: Erik Ode
- 1962: Werner Helmes: Panne bei La Tour (Helene) – Regie: Otto Düben (Original-Hörspiel)
- 1962: Christine Brückner: Hier darf nur geflogen werden (Die Wirtin) – Regie: Cläre Schimmel
- 1962: Reinhard Federmann: Die neue Wohnung (Ältere Dame) – Regie: Otto Düben (Original-Hörspiel)
- 1963: Wilhelm Hauff: Märchen und Legenden: Das kalte Herz (Barbara) – Regie: Otto Kurth
- 1963: Wilhelm Hauff: Märchen und Legenden: Zwerg Nase (Die Alte) – Regie: Walter Knaus
- 1963: Wilhelm Hauff: Zwerg Nase (?) – Regie: Fritz Peter Vary
- 1963: Dieter Waldmann: Das Gerücht (Frau Heizer) – Regie: Raoul Wolfgang Schnell (Original-Hörspiel)
- 1964: Elena Garro: Der Umzug (Dona Refugio) – Regie: Heinz Dieter Köhler
- 1964: Blaise Cendrars: Sarajewo (Die schwachsinnige Schwägerin) – Regie: Ludwig Cremer
- 1964: Raab: Wie Rudolf neue Christbaumkugeln erfand. Eine Geschichte aus dem Thüringer Wald (?) – Regie: Siegfried Berger (DW)
- 1965: Walter Hasenclever: Münchhausen (Majorin von Brünn) – Regie: Raoul Wolfgang Schnell
- 1965: Karl Richard Tschon: Das zweite Motiv (3. Teil) (Mrs. Granger) – Regie: Otto Kurth (Original-Hörspiel)
- 1966: Ken Kaska: Der Tote aus der Themse. Kriminallustspiel (Lady Thomas) – Regie: Fritz Peter Vary (Original-Hörspiel)
- 1966: Georges Neveux: Das Taburett (La Voisin) – Regie: Fritz Peter Vary